# О’Брайен, Доминик
Доминик О’Брайен (род. 10 августа 1957 года) — британский мнемонист и автор книг, связанных с памятью. Он является восьмикратным чемпионом мира по памяти и работает тренером по подготовке к пиковым тренировкам.

## Биография
Во время учёбы в школе Доминик ненавидел всё, что связано с чтением и письмом, поскольку предпочитал играть на улице, а не заниматься письмом. Считался особенно медлительным, в возрасте десяти лет у него был установлен диагноз дислексия, никто в то время не мог помочь ему. Бросил школу в возрасте 16 лет.
Он начал разрабатывать свои мнемонические приёмы в возрасте 30 лет в 1987 году, когда увидел, что Крейтон Карвелло запомнил колоду из 52 игральных карт менее чем за три минуты в телевизионной программе BBC Television Record Breakers. Для запоминания цифр О’Брайен разработал мнемоническую «систему Доминика», которая похожа на «мнемоническую основную систему».
30 апреля 1988 года он установил свой первый мировой рекорд, запомнив шесть взаимно смешанных стеков из 52 листов. В 1990 году было уже 35 колод (1820 карт), в 1993 году уже 40 колод, а в 2002 году он побил все рекорды с 54 колодами карт (2808 игральных карт) почти безупречно.
В 1991 году, когда по инициативе Тони Бьюзена был проведён первый чемпионат мира по памяти, он также был одним из немногих участников и выиграл чемпионат. За исключением 1994 года, в котором выиграл Джонатан Хэнкок, и в 1998 году, когда он не мог присутствовать по личным причинам, он выиграл до 2001 года чемпионаты мира, а также в 2017 году, поэтому в общей сложности становился чемпионом мира девять раз. На текущий момент О’Брайену запрещено участвовать в Мемориальном Спорте.
Он написал книги о методах запоминания, такие как «Как создать совершенную память», «Квантовая память», «Научиться запоминать», «Как пройти экзамены», «Победа» и «Удивительная память».
Он читает лекции и участвовал в телевизионных программах, таких как «Человеческое тело».
Доминик О’Брайен занесён в книгу рекордов Гиннесса. 1 мая 2002 года он запомнил случайную последовательность из 2808 игральных карт (54 колоды) после просмотра каждой карты только один раз. Он смог правильно воспроизвести эту последовательность, совершив всего восемь ошибок, четыре из которых он сразу исправил, когда ему сообщили об ошибках.
За большие достижения в развитии памяти и его заслугах по его распространению методов запоминания он получил в 2005 году звание Великого магистра памяти.

## Участие в чемпионатах

### Чемпионаты мира по памяти
Доминик О’Брайен участвовал в чемпионатах мира по памяти:
- 1991, 26 октября, Лондон, Великобритания, чемпион мира[4].
- 1993, 7—8 августа, Лондон, Великобритания, чемпион мира[5].
- 1994, 7—8 августа, Лондон, Великобритания, второе место[6].
- 1995, 5—6 августа, Лондон, Великобритания, чемпион мира[7].
- 1996, 3—4 августа, Лондон, Великобритания, чемпион мира[8].
- 1997, 22—22 августа, Лондон, Великобритания, чемпион мира[9].
- 1999, 26—27 августа, Лондон, Великобритания, чемпион мира[10].
- 2000, 21—22 августа, Лондон, Великобритания, чемпион мира[11].
- 2001 год, 25—26 августа, Лондон, Великобритания, чемпион мира[12].
- 2002, 24—26 августа, Лондон, Великобритания, второе место[13].
- 2003, 3—5 октября, Куала-Лумпур, Малайзия, шестое место[14].
- 2017, 6—8 декабря, Китай, чемпион мира[15].

### Чемпионаты Великобритании по памяти
- 2012, 23—24 августа, Лондон, второе место[16].
- 2012, 23—24 августа, Лондон, третье место[17].
- 2017, 16—17 августа, Лондон, второе место[18].
- 2017, 16—17 августа, Лондон, первое место[19].
- 2018, 11—12 июня, Лондон, первое место[20].

В 2018 году он занял 98-е место в мировом рейтинге.